# Historia rachunku różniczkowego i całkowego
Rachunek różniczkowy i całkowy – podstawowy dział analizy matematycznej, badający pochodne i całki funkcji zmiennej rzeczywistej lub zespolonej.
Rachunek różniczkowy jest jednym z podstawowych narzędzi matematycznych fizyki i techniki.

## Historia

### Przed XVII wiekiem
Niektóre idee i metody rachunku całkowego znane były już w starożytności. Na przykład Archimedes (III wiek p.n.e.) obliczał objętości i pola powierzchni różnych brył, stosując w istocie metody całkowe.
Rachunek różniczkowy i całkowy został również, niezależnie od Europy, rozwinięty w Indiach. W XII wieku Bhaskaraćarja pierwszy rozważał rachunek różnicowy, a także ideę pochodnej funkcji. Sformułował też twierdzenie Rolle’a (szczególny przypadek twierdzenia Lagrange’a). W XIV wieku i później Madhawa z Sangamagramy i inni matematycy ze szkoły Kerala rozwinęli jego idee. Stworzyli koncepcje analizy matematycznej, liczby zmiennoprzecinkowej, a także fundamentalne idee rachunku różniczkowego, włącznie z twierdzeniem Lagrange’a, całkowaniem wyraz po wyrazie, związkiem pomiędzy polem powierzchni pod wykresem funkcji a funkcją pierwotną (podstawowe twierdzenie rachunku całkowego), kryterium całkowym oraz iteracyjnymi metodami rozwiązywania równań nieliniowych. W XVI wieku Jyeshtadeva zebrał wiele osiągnięć i twierdzeń szkoły Kerala w Yuktibhasa, pierwszym w historii opracowaniu rachunku różnicowego, w którym wprowadził także idee rachunku całkowego.

### XVII wiek
Właściwy rozwój tych metod nastąpił w XVII wieku. Ukoronowaniem tego rozwoju są prace angielskiego fizyka i matematyka Newtona oraz, niezależnie, niemieckiego matematyka i filozofa Leibniza, które zawierają systematyczny wykład teorii i metod związanych z pojęciem całki oraz wprowadzają terminologię i oznaczenia zbliżone do współczesnych. Ukazują one również związek rachunku całkowego z rachunkiem różniczkowym oraz praktyczne metody całkowania prostych typów funkcji. Dlatego też Newtona i Leibniza uważa się za twórców rachunku całkowego. Newton był pierwszy, który opracował metody rachunku całkowego, ale zwlekał z opublikowaniem swoich badań. Trzymanie rozwiązań problemów matematycznych dla siebie było powszechne w XVII wieku. Newton opublikował swoją pracę dopiero w 1704, natomiast Leibniz publikował swoje prace w latach 1672–1678, mimo to Newton oraz Royal Society oskarżyły Leibniza o plagiat. Natomiast pierwszą książkę na temat rachunku różniczkowego i całkowego opublikowała włoska matematyczka Maria Gaetana Agnesi.
Mimo że różniczki i fluksje odpowiednio Leibniza i Newtona wydają się być swoimi odpowiednikami to nie powinno się ich porównywać, ponieważ nie są odpowiednikami w praktyce. Oba podejścia zostały nawet porównane do dwóch programistów, którzy programują w dwóch różnych językach programowania. Ich podejście do problemów może być podobne, ale mogą podążać zupełnie innymi drogami. Tak właśnie się stało w Wielkiej Brytanii i na kontynencie w osiemnastym wieku.
Podejścia Newtona i Leibniza posiadały odpowiadającą sobie notacje, jednak ich podejście do tej notacji było odmienne. Leibniz przywiązywał większą uwagę do notacji, natomiast Newtonowi już na tym nie zależało. Podejście Newtona opierało się częściowo na wyobraźni, natomiast Leibniz uważał, że niemożliwe jest dłuższe podążanie za jakąś argumentacją, gdy nie uwolnimy umysłu od „wysiłku wyobraźni”. Celem Leibniza było także stworzenie uniwersalnego języka matematycznego, w którym zawarte mogłoby być dowolne rozumowanie. Podejście Leibniza niejako umożliwiało podążanie za argumentacją „na ślepo”. Podejście Newtona natomiast w dużej mierze opierało się na geometrii, które było uogólnieniem metody wyczerpania starożytnych i wymagało dozy wyobraźni. Newton wolał geometryczne podejście starożytnych od mechanicznego podejścia Kartezjusza. Leibniz w swoim rachunku (ang. calculus) obrał sobie za cel opracowanie dokładnych reguł postępowania (algorytmów), obliczania całek i różniczek. Jego metoda, mimo że używała „ślepego obliczania”, wymagała czasami odwołania do geometrii, całkowita „algebraizacja” rachunku nastąpiła dopiero pod koniec osiemnastego wieku. Algebra rachunku całkowego i różniczkowego została rozwinięta przez późniejszych matematyków takich jak Bernoulli, Euler, d'Alembert czy Lagrange, natomiast waga geometrii zanikła nawet wśród zwolenników metody Newtona. Jednym z proponentów metody Newtona był Colin Maclaurin.
Polski termin całka wprowadził Jan Śniadecki jako odpowiednik terminu integral wprowadzonego przez ucznia i współpracownika Leibniza, Jana Bernoulliego. Leibniz mówił początkowo summa, stąd przyjął się symbol stylizowanej litery S – {\displaystyle \scriptstyle \int ,} który zaproponował w jednej ze swoich prac.

### Od XIX wieku
Uściślenie teorii całek i oparcie jej na pojęciu granicy jest zasługą francuskiego matematyka i fizyka Augustina Cauchy’ego. Bernhard Riemann jako pierwszy dostrzegł potrzebę wyraźnego określenia klasy funkcji całkowalnych, wprowadzając definicję całki i całkowalności – dość prostą, a jednocześnie obejmującą wiele funkcji, w tym pewne funkcje nieciągłe. Matematyk francuski Henri Lebesgue – opierając się na pojęciu miary – znacznie rozszerzył definicję całki i całkowalności, obejmując nią bardzo obszerną klasę funkcji (zob. całka Lebesgue’a). Nawet pojęcie całki Lebesgue’a było poddawane uogólnieniom (całka na rozmaitości, całka Haara, całka względem miary wektorowej). Percy John Daniell zbudował teorię całki (zob. całka Daniella-Stone’a) bez odwoływania się do aparatu teorii miary, opierając ją o pewne szczególne funkcjonały.
Pierwszą szczegółową, dwutomową pracę naukową na temat tych rachunków w języku polskim pt. Zasady rachunku różniczkowego i całkowego z zastosowaniami opublikował w 1870 roku polski inżynier i matematyk Władysław Folkierski. Książka po latach została uznana w prasowym plebiscycie za najlepszą polską książkę naukową XIX wieku.